# Jq (プログラミング言語)
jqはsedに似た軽量かつ拡張性のあるJSONのコマンドライン処理ツールである。バックトラッキングとストリーム管理をサポートしている。高水準関数型言語でもあり、IconとHaskellの影響を受けている。